# Sail-sous-Couzan
Sail-sous-Couzan ist eine französische Gemeinde mit 992 Einwohnern (Stand 1. Januar 2022) im Département Loire in der Region Auvergne-Rhône-Alpes (vor 2016 Rhône-Alpes). Sie gehört zum Arrondissement Montbrison und zum Kanton Boën-sur-Lignon. Die Einwohner werden Couzannais und Couzanaises genannt.

## Geografie
Die Gemeinde Sail-sous-Couzan liegt etwa 50 Kilometer nordwestlich von Saint-Étienne am Fluss Lignon und im Forez im Zentralmassiv. Umgeben wird Sail-sous-Couzan von den Nachbargemeinden Saint-Sixte im Norden, Leigneux im Nordosten und Osten, Trelins im Osten und Südosten, Saint-Georges-en-Couzan im Süden und Südwesten, Palogneux im Westen sowie Solore-en-Forez im Nordwesten.

## Bevölkerungsentwicklung
| Jahr                       | 1962 | 1968 | 1975 | 1982 | 1990 | 1999 | 2006 | 2015 | 2022 |
| -------------------------- | ---- | ---- | ---- | ---- | ---- | ---- | ---- | ---- | ---- |
| Einwohner                  | 1501 | 1544 | 1420 | 1294 | 1068 | 983  | 908  | 942  | 992  |
| Quellen: Cassini und INSEE |      |      |      |      |      |      |      |      |      |

## Sehenswürdigkeiten
- Ruinen des ehemaligen Priorats aus dem 11. Jahrhundert
- Pfarrkirche Saint-André, vormals Kirche des Priorats, aus dem 12. Jahrhundert, teilweiser Neubau im 15. und im 16. Jahrhundert, Chor, Querschiff und Glockenturm sind seit 1928 als Monument historique eingeschrieben
- Kapelle Notre-Dame-de-Couzan, erbaut im Zusammenhang mit der Burg im 11. Jahrhundert, restauriert im 16. Jahrhundert
- Monumentalkreuz im Weiler Culvé, errichtet 1642, seit 1926 als Monument historique eingeschrieben
- Burgruine von Couzan aus dem 11. bis 14. Jahrhundert, seit 1890 als Monument historique klassifiziert
- Herrenhaus, 1834 errichtet auf Fundamenten vermutlich aus dem 16. Jahrhundert

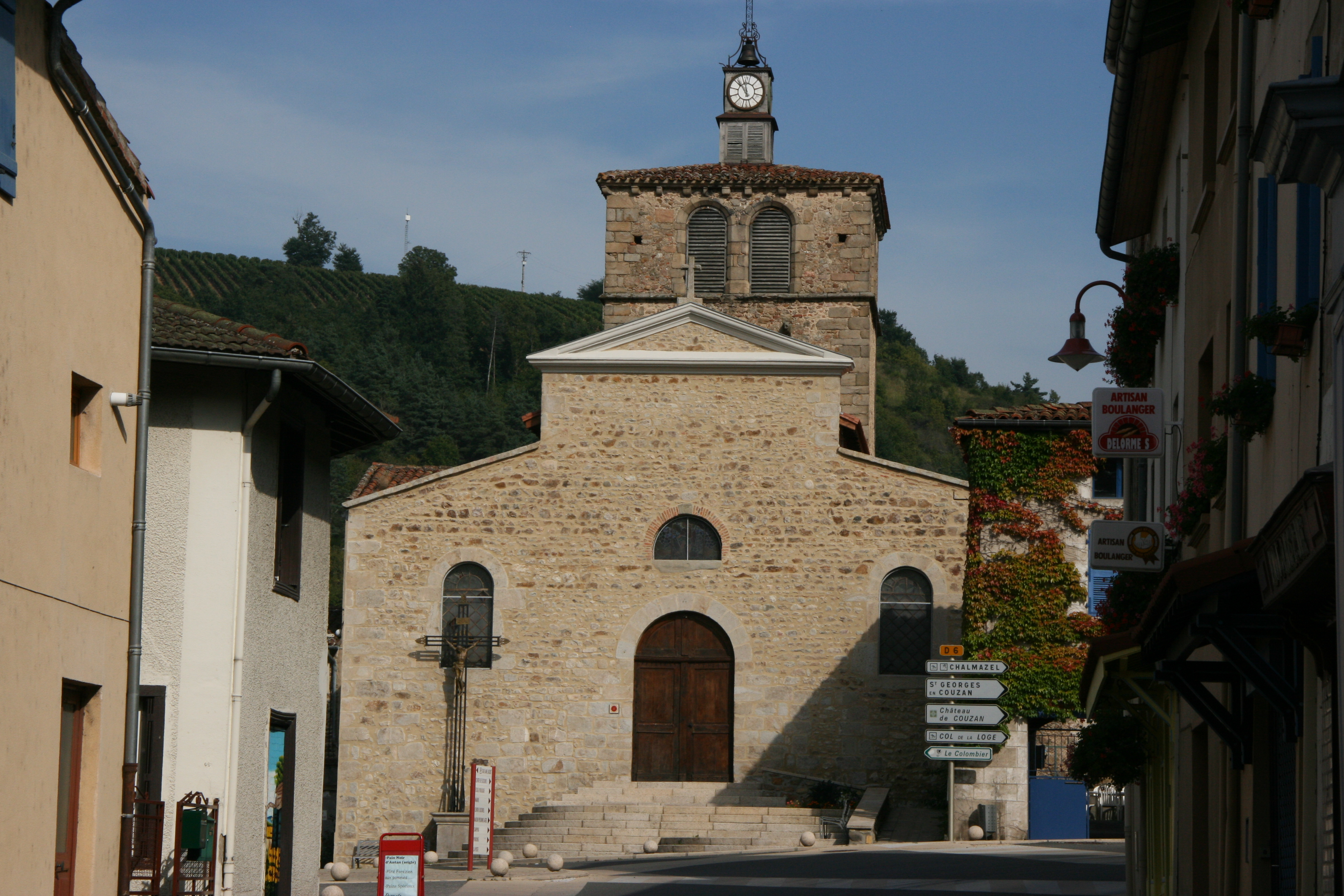
Pfarrkirche Saint-André
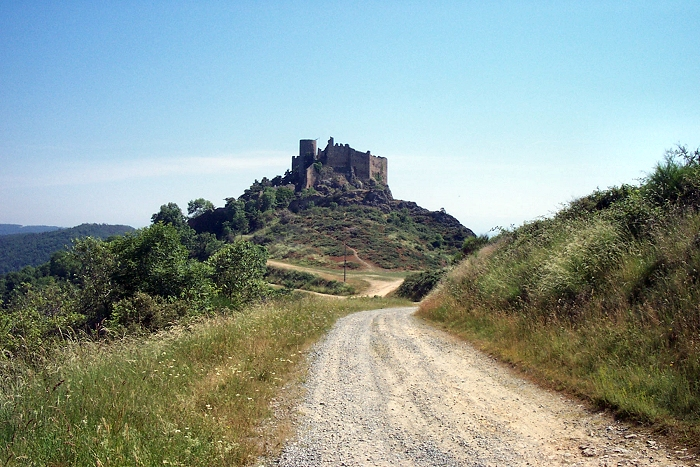
Burgruine von Couzan
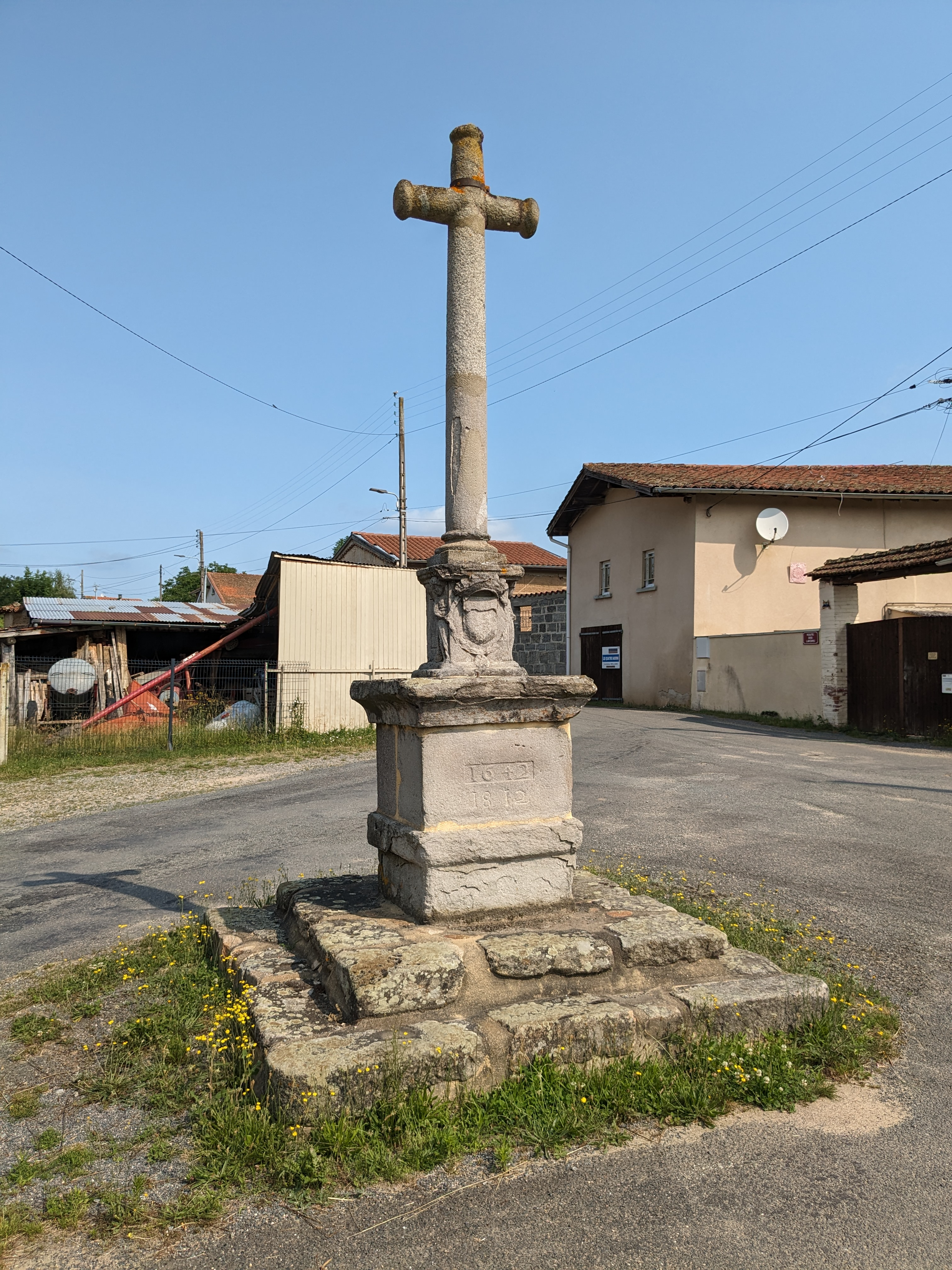
Monumentalkreuz

## Persönlichkeiten

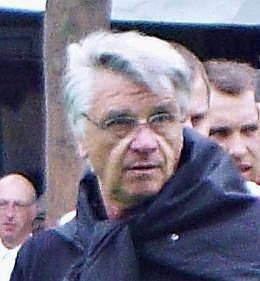
Aimé Jacquet 2005

- Aimé Jacquet (* 1941), ehemaliger französischer Fußballspieler und -trainer, Weltmeister 1998 als Trainer, geboren in Sail-sous-Couzan